# Mistrzostwa Świata w Piłce Ręcznej Mężczyzn 2019 (eliminacje)
Kwalifikacje do Mistrzostw Świata w Piłce Ręcznej Mężczyzn 2019 – rozgrywki mające na celu wyłonienie dwudziestu czterech męskich reprezentacji narodowych w piłce ręcznej, które wystąpiły w finałach tego turnieju.

## Informacje ogólne
Turniej finałowy organizowanych przez IHF mistrzostw świata odbędzie się w Danii i Niemczech w styczniu 2019 roku i wezmą w nim udział dwadzieścia cztery drużyny. Automatycznie do mistrzostw zakwalifikowała się Francja jako mistrz świata z 2017 oraz reprezentacje Danii i Niemiec jako gospodarze zawodów. O pozostałych dwadzieścia jeden miejsc odbywały się kontynentalne kwalifikacje. Wolne miejsca zostały podzielone według następującego klucza geograficznego: Europie przydzielono dziesięć miejsc, Azji przyznano cztery, po trzy przypadły Ameryce (Południowej wspólnie z Północną) i Afryce, a jedno Oceanii. Ostatecznie zespoły z Oceanii przydzielono do azjatyckich kwalifikacji, a z uwagi na fakt, że żaden z nich nie uplasował się w czołowej piątce zawodów eliminacyjnych, miejsce przeznaczone dla tego kontynentu zostało przyznane przez IHF jako „dzika karta”. Otrzymała je następnie Japonia.

## Zakwalifikowane zespoły
| Kraj               | Strefa kwalifikacyjna                           | Mistrzostwa 2017 |
| ------------------ | ----------------------------------------------- | ---------------- |
| Dania              | Gospodarz                                       | 10. miejsce      |
| Niemcy             | Gospodarz                                       | 9. miejsce       |
| Francja            | Mistrz świata 2017                              | Mistrzostwo      |
| Tunezja            | Mistrzostwa Afryki 2018 – 1. miejsce            | 19. miejsce      |
| Egipt              | Mistrzostwa Afryki 2018 – 2. miejsce            | 13. miejsce      |
| Angola             | Mistrzostwa Afryki 2018 – 3. miejsce            | 24. miejsce      |
| Argentyna          | Mistrzostwa Ameryki 2018 – 1. miejsce           | 18. miejsce      |
| Brazylia           | Mistrzostwa Ameryki 2018 – 2. miejsce           | 16. miejsce      |
| Chile              | Mistrzostwa Ameryki 2018 – 3. miejsce           | 21. miejsce      |
| Katar              | Mistrzostwa Azji 2018 – 1. miejsce              | 8. miejsce       |
| Bahrajn            | Mistrzostwa Azji 2018 – 2. miejsce              | 23. miejsce      |
| Korea Południowa   | Mistrzostwa Azji 2018 – 3. miejsce              | -                |
| Arabia Saudyjska   | Mistrzostwa Azji 2018 – 4. miejsce              | 20. miejsce      |
| Hiszpania          | Mistrzostwa Europy 2018 – 1. miejsce            | 5. miejsce       |
| Rosja              | zespoły z europejskiego turnieju eliminacyjnego | 12. miejsce      |
| Norwegia           | zespoły z europejskiego turnieju eliminacyjnego | 2. miejsce       |
| Macedonia Północna | zespoły z europejskiego turnieju eliminacyjnego | 15. miejsce      |
| Węgry              | zespoły z europejskiego turnieju eliminacyjnego | 7. miejsce       |
| Szwecja            | zespoły z europejskiego turnieju eliminacyjnego | 6. miejsce       |
| Austria            | zespoły z europejskiego turnieju eliminacyjnego | -                |
| Islandia           | zespoły z europejskiego turnieju eliminacyjnego | 14. miejsce      |
| Serbia             | zespoły z europejskiego turnieju eliminacyjnego | -                |
| Chorwacja          | zespoły z europejskiego turnieju eliminacyjnego | 4. miejsce       |
| Japonia            | „dzika karta” IHF                               | 22. miejsce      |

## Eliminacje
| Kontynent     | Związek | Miejsca   | Turniej                         | World Map IHF |
| Europa        | EHF     | 1 miejsce | Mistrzostwa Europy 2018         | World Map IHF |
| Europa        | EHF     | 9 miejsc  | Europejski turniej eliminacyjny | World Map IHF |
| Afryka        | CAHB    | 3 miejsca | Mistrzostwa Afryki 2018         | World Map IHF |
| Azja          | AHF     | 4 miejsca | Mistrzostwa Azji 2018           | World Map IHF |
| Ameryka       | PATHF   | 3 miejsca | Mistrzostwa Ameryki 2018        | World Map IHF |
| „dzika karta” | IHF     | 1 miejsce |                                 | World Map IHF |

## Europa
Zgłoszenia chętnych do udziału zespołów EHF przyjmował do 24 kwietnia 2017 roku, planując przeprowadzenie losowania grup w połowie lipca 2017 roku. W porównaniu do poprzednich edycji, z uwagi na liczbę zarejestrowanych reprezentacji, dostępnych miejsc oraz dwóch gospodarzy MŚ, awans z mistrzostw Europy otrzymać miał jeden, a nie trzy najlepsze zespoły. Szesnaście reprezentacji uczestniczyło w turnieju głównym ME, którego najlepszy zespół – oprócz Francji, Niemiec i Danii – uzyskał bezpośredni awans, kolejna dwunastka przeszła natomiast do fazy play-off. Pozostałe zgłoszone drużyny rywalizowały natomiast o sześć miejsc uprawniających do udziału w fazie play-off. Zespoły te podzielone na dziewięć par rozegrały pomiędzy sobą w czerwcu 2018 roku dwumecze o awans do turnieju głównego mistrzostw świata.

### Europejski turniej eliminacyjny – faza grupowa
Losowanie grup odbyło się 18 lipca 2017 roku w siedzibie EHF w Wiedniu, a przed nim reprezentacje zostały podzielone na koszyki według wyników osiągniętych w eliminacjach do ME 2018 i ME 2020. W jego wyniku utworzono sześć grup – pięć czterozespołowych i jedną trzyzespołową – które rywalizować miały następnie systemem ligowym, a do dalszego etapu eliminacji awansują jedynie zwycięzcy grup. Z uwagi na fakt, iż możliwe było zorganizowanie eliminacji w formie jednego turnieju, z prawa tego skorzystały zespoły z trzech grup – w grupie trzeciej zgodnie postanowiono o organizacji zawodów we Włoszech, w dwóch kolejnych po rezygnacji Kosowa i Gruzji turnieje gościły Portugalia i Litwa.
| Grupa A    | Grupa B | Grupa C     | Grupa D    | Grupa E  | Grupa F              |
| ---------- | ------- | ----------- | ---------- | -------- | -------------------- |
| Rosja      | Litwa   | Rumunia     | Portugalia | Holandia | Bośnia i Hercegowina |
| Finlandia  | Łotwa   | Ukraina     | Polska     | Belgia   | Szwajcaria           |
| Słowacja   | Izrael  | Włochy      | Cypr       | Grecja   | Estonia              |
| Luksemburg | Gruzja  | Wyspy Owcze | Kosowo     | Turcja   |                      |

Rozgrywki grupowe przeprowadzone zostaną w sześciu terminach:
- Rundy 1 i 2: 25-29 października 2017
- Rundy 3 i 4: 3-7 stycznia 2018
- Rundy 5 i 6: 10-14 stycznia 2018.

#### Grupa 1
| 25 października 201719:00 | Luksemburg | 23:23(14:10) | Finlandia | Centre National Sportif et Culturel, Luksemburg Widzów: 550 Sędzia: Hofer, Schmidhuber |
| 25 października 201719:00 |            | 23:23(14:10) |           | Centre National Sportif et Culturel, Luksemburg Widzów: 550 Sędzia: Hofer, Schmidhuber |

| 26 października 201719:30 | Rosja | 32:22(20:11) | Słowacja | Sibur Arena, Petersburg Widzów: 3 000 Sędzia: Nikolić, Stojković |
| 26 października 201719:30 |       | 32:22(20:11) |          | Sibur Arena, Petersburg Widzów: 3 000 Sędzia: Nikolić, Stojković |

| 28 października 201717:00 | Finlandia | 22:35(10:16) | Rosja | Energia Areena, Vantaa Widzów: 1 160 Sędzia: Harabagiu, Stănescu |
| 28 października 201717:00 |           | 22:35(10:16) |       | Energia Areena, Vantaa Widzów: 1 160 Sędzia: Harabagiu, Stănescu |

| 29 października 201715:00 | Słowacja | 36:19(19:6) | Luksemburg | Športová hala, Powaska Bystrzyca Widzów: 1 300 Sędzia: Argyridis, Mouttas |
| 29 października 201715:00 |          | 36:19(19:6) |            | Športová hala, Powaska Bystrzyca Widzów: 1 300 Sędzia: Argyridis, Mouttas |

| 3 stycznia 201819:00 | Luksemburg | 19:27(8:12) | Rosja | Centre National Sportif et Culturel, Luksemburg Widzów: 850 Sędzia: Martins, Martins |
| 3 stycznia 201819:00 |            | 19:27(8:12) |       | Centre National Sportif et Culturel, Luksemburg Widzów: 850 Sędzia: Martins, Martins |

| 4 stycznia 201818:30 | Finlandia | 22:27(9:13) | Słowacja | Energia Areena, Vantaa Widzów: 1 000 Sędzia: Hermann, Madsen |
| 4 stycznia 201818:30 |           | 22:27(9:13) |          | Energia Areena, Vantaa Widzów: 1 000 Sędzia: Hermann, Madsen |

| 6 stycznia 201816:00 | Rosja | 28:17(15:10) | Luksemburg | Pałac Sportu "Olimp", Krasnodar Widzów: 2 300 Sędzia: Ben-Dan, Faran |
| 6 stycznia 201816:00 |       | 28:17(15:10) |            | Pałac Sportu "Olimp", Krasnodar Widzów: 2 300 Sędzia: Ben-Dan, Faran |

| 7 stycznia 201815:00 | Słowacja | 24:16(12:8) | Finlandia | Športová hala, Powaska Bystrzyca Widzów: 1 300 Sędzia: Aliyev, Aghakishiyev |
| 7 stycznia 201815:00 |          | 24:16(12:8) |           | Športová hala, Powaska Bystrzyca Widzów: 1 300 Sędzia: Aliyev, Aghakishiyev |

| 11 stycznia 201818:30 | Słowacja | 26:32(11:15) | Rosja | Športová hala, Powaska Bystrzyca Widzów: 1 400 Sędzia: Gasmi, Gasmi |
| 11 stycznia 201818:30 |          | 26:32(11:15) |       | Športová hala, Powaska Bystrzyca Widzów: 1 400 Sędzia: Gasmi, Gasmi |

| 11 stycznia 201818:30 | Finlandia | 30:25(13:13) | Luksemburg | Energia Areena, Vantaa Widzów: 800 Sędzia: Doychinov, Goretsov |
| 11 stycznia 201818:30 |           | 30:25(13:13) |            | Energia Areena, Vantaa Widzów: 800 Sędzia: Doychinov, Goretsov |

| 13 stycznia 201816:00 | Rosja | 36:26(16:11) | Finlandia | Basket-Hall, Kazań Widzów: 4 900 Sędzia: Covalciuc, Covalciuc |
| 13 stycznia 201816:00 |       | 36:26(16:11) |           | Basket-Hall, Kazań Widzów: 4 900 Sędzia: Covalciuc, Covalciuc |

| 14 stycznia 201818:00 | Luksemburg | 28:27(12:11) | Słowacja | Centre National Sportif et Culturel, Luksemburg Sędzia: Katsikis, Michailidis |
| 14 stycznia 201818:00 |            | 28:27(12:11) |          | Centre National Sportif et Culturel, Luksemburg Sędzia: Katsikis, Michailidis |

#### Grupa 2
| 12 stycznia 201816:30 | Łotwa | 24:21(11:12) | Gruzja | Švyturys Arena, Kłajpeda Widzów: 300 Sędzia: Kaluđerović, Vujačić |
| 12 stycznia 201816:30 |       | 24:21(11:12) |        | Švyturys Arena, Kłajpeda Widzów: 300 Sędzia: Kaluđerović, Vujačić |

| 12 stycznia 201819:00 | Litwa | 36:20(17:7) | Izrael | Švyturys Arena, Kłajpeda Widzów: 800 Sędzia: Boričić, Marković |
| 12 stycznia 201819:00 |       | 36:20(17:7) |        | Švyturys Arena, Kłajpeda Widzów: 800 Sędzia: Boričić, Marković |

| 13 stycznia 201815:30 | Izrael | 28:29(15:15) | Łotwa | Švyturys Arena, Kłajpeda Widzów: 350 Sędzia: Boričić, Marković |
| 13 stycznia 201815:30 |        | 28:29(15:15) |       | Švyturys Arena, Kłajpeda Widzów: 350 Sędzia: Boričić, Marković |

| 13 stycznia 201818:00 | Gruzja | 20:24(11:12) | Litwa | Švyturys Arena, Kłajpeda Widzów: 1 050 Sędzia: Kaluđerović, Vujačić |
| 13 stycznia 201818:00 |        | 20:24(11:12) |       | Švyturys Arena, Kłajpeda Widzów: 1 050 Sędzia: Kaluđerović, Vujačić |

| 14 stycznia 201814:30 | Izrael | 23:23(12:12) | Gruzja | Švyturys Arena, Kłajpeda Widzów: 200 Sędzia: Kaluđerović, Vujačić |
| 14 stycznia 201814:30 |        | 23:23(12:12) |        | Švyturys Arena, Kłajpeda Widzów: 200 Sędzia: Kaluđerović, Vujačić |

| 14 stycznia 201817:00 | Litwa | 29:27(15:15) | Łotwa | Švyturys Arena, Kłajpeda Widzów: 1 800 Sędzia: Boričić, Marković |
| 14 stycznia 201817:00 |       | 29:27(15:15) |       | Švyturys Arena, Kłajpeda Widzów: 1 800 Sędzia: Boričić, Marković |

#### Grupa 3
| 11 stycznia 201816:30 | Ukraina | 30:22(17:13) | Wyspy Owcze | PalaResia, Bolzano Widzów: 300 Sędzia: Leszczyński, Piechota |
| 11 stycznia 201816:30 |         | 30:22(17:13) |             | PalaResia, Bolzano Widzów: 300 Sędzia: Leszczyński, Piechota |

| 11 stycznia 201819:00 | Rumunia | 34:24(18:13) | Włochy | PalaResia, Bolzano Widzów: 1 550 Sędzia: Baumgart, Wild |
| 11 stycznia 201819:00 |         | 34:24(18:13) |        | PalaResia, Bolzano Widzów: 1 550 Sędzia: Baumgart, Wild |

| 12 stycznia 201816:30 | Wyspy Owcze | 20:28(10:15) | Rumunia | PalaResia, Bolzano Widzów: 300 Sędzia: Leszczyński, Piechota |
| 12 stycznia 201816:30 |             | 20:28(10:15) |         | PalaResia, Bolzano Widzów: 300 Sędzia: Leszczyński, Piechota |

| 12 stycznia 201819:00 | Włochy | 29:28(16:14) | Ukraina | PalaResia, Bolzano Widzów: 1 630 Sędzia: Baumgart, Wild |
| 12 stycznia 201819:00 |        | 29:28(16:14) |         | PalaResia, Bolzano Widzów: 1 630 Sędzia: Baumgart, Wild |

| 13 stycznia 201818:15 | Rumunia | 26:26(11:14) | Ukraina | PalaResia, Bolzano Widzów: 1 690 Sędzia: Baumgart, Wild |
| 13 stycznia 201818:15 |         | 26:26(11:14) |         | PalaResia, Bolzano Widzów: 1 690 Sędzia: Baumgart, Wild |

| 13 stycznia 201820:45 | Włochy | 29:18(13:10) | Wyspy Owcze | PalaResia, Bolzano Widzów: 1 700 Sędzia: Leszczyński, Piechota |
| 13 stycznia 201820:45 |        | 29:18(13:10) |             | PalaResia, Bolzano Widzów: 1 700 Sędzia: Leszczyński, Piechota |

#### Grupa 4
| 12 stycznia 201817:15 | Polska | 30:19(13:12) | Kosowo | Pavilhão Desportivo Municipal, Póvoa de Varzim Widzów: 600 Sędzia: Frieser, Kavulič |
| 12 stycznia 201817:15 |        | 30:19(13:12) |        | Pavilhão Desportivo Municipal, Póvoa de Varzim Widzów: 600 Sędzia: Frieser, Kavulič |

| 12 stycznia 201819:30 | Portugalia | 47:16(22:7) | Cypr | Pavilhão Desportivo Municipal, Póvoa de Varzim Widzów: 1 000 Sędzia: Mata, López |
| 12 stycznia 201819:30 |            | 47:16(22:7) |      | Pavilhão Desportivo Municipal, Póvoa de Varzim Widzów: 1 000 Sędzia: Mata, López |

| 13 stycznia 201818:00 | Kosowo | 22:36(11:17) | Portugalia | Pavilhão Desportivo Municipal, Póvoa de Varzim Widzów: 1 000 Sędzia: Mata, López |
| 13 stycznia 201818:00 |        | 22:36(11:17) |            | Pavilhão Desportivo Municipal, Póvoa de Varzim Widzów: 1 000 Sędzia: Mata, López |

| 13 stycznia 201820:30 | Cypr | 13:46(8:23) | Polska | Pavilhão Desportivo Municipal, Póvoa de Varzim Widzów: 500 Sędzia: Frieser, Kavulič |
| 13 stycznia 201820:30 |      | 13:46(8:23) |        | Pavilhão Desportivo Municipal, Póvoa de Varzim Widzów: 500 Sędzia: Frieser, Kavulič |

| 14 stycznia 201815:30 | Cypr | 24:22(14:14) | Kosowo | Pavilhão Desportivo Municipal, Póvoa de Varzim Widzów: 500 Sędzia: Frieser, Kavulič |
| 14 stycznia 201815:30 |      | 24:22(14:14) |        | Pavilhão Desportivo Municipal, Póvoa de Varzim Widzów: 500 Sędzia: Frieser, Kavulič |

| 14 stycznia 201818:00 | Portugalia | 27:27(15:13) | Polska | Pavilhão Desportivo Municipal, Póvoa de Varzim Sędzia: Mata, López |
| 14 stycznia 201818:00 |            | 27:27(15:13) |        | Pavilhão Desportivo Municipal, Póvoa de Varzim Sędzia: Mata, López |

#### Grupa 5
| 25 października 201718:00 | Turcja | 27:27(12:18) | Belgia | Porsuk Spor Salonu, Eskişehir Widzów: 2 350 Sędzia: Baranowski, Lemanowicz |
| 25 października 201718:00 |        | 27:27(12:18) |        | Porsuk Spor Salonu, Eskişehir Widzów: 2 350 Sędzia: Baranowski, Lemanowicz |

| 25 października 201719:30 | Holandia | 29:20(15:12) | Grecja | Topsportcentrum Rotterdam, Rotterdam Widzów: 1 100 Sędzia: Kjær, Pedersen |
| 25 października 201719:30 |          | 29:20(15:12) |        | Topsportcentrum Rotterdam, Rotterdam Widzów: 1 100 Sędzia: Kjær, Pedersen |

| 29 października 201716:20 | Belgia | 25:26(12:14) | Holandia | Sportoase Philipssite, Leuven Widzów: 2 050 Sędzia: Baumgart, Wild |
| 29 października 201716:20 |        | 25:26(12:14) |          | Sportoase Philipssite, Leuven Widzów: 2 050 Sędzia: Baumgart, Wild |

| 29 października 201719:00 | Grecja | 19:25(8:14) | Turcja | O.A.C.A. Olympic Indoor Hall, Ateny Widzów: 870 Sędzia: Mitrović, Vešović |
| 29 października 201719:00 |        | 19:25(8:14) |        | O.A.C.A. Olympic Indoor Hall, Ateny Widzów: 870 Sędzia: Mitrović, Vešović |

| 4 stycznia 201818:00 | Turcja | 30:27(14:16) | Holandia | Hasan Dağı Spor Salonu, Aksaray Widzów: 2 500 Sędzia: Andorka, Hucker |
| 4 stycznia 201818:00 |        | 30:27(14:16) |          | Hasan Dağı Spor Salonu, Aksaray Widzów: 2 500 Sędzia: Andorka, Hucker |

| 4 stycznia 201820:00 | Belgia | 33:28(20:16) | Grecja | Sportoase Philipssite, Leuven Widzów: 1 100 Sędzia: Manea, Iliescu |
| 4 stycznia 201820:00 |        | 33:28(20:16) |        | Sportoase Philipssite, Leuven Widzów: 1 100 Sędzia: Manea, Iliescu |

| 7 stycznia 201813:00 | Holandia | 26:19(12:12) | Turcja | XL Sittard, Sittard Widzów: 1 025 Sędzia: Kiyashko, Kiselev |
| 7 stycznia 201813:00 |          | 26:19(12:12) |        | XL Sittard, Sittard Widzów: 1 025 Sędzia: Kiyashko, Kiselev |

| 7 stycznia 201817:00 | Grecja | 24:26(14:9) | Belgia | Alexandreio Melathron, Saloniki Widzów: 800 Sędzia: Čerņavskis, Bogdanovs |
| 7 stycznia 201817:00 |        | 24:26(14:9) |        | Alexandreio Melathron, Saloniki Widzów: 800 Sędzia: Čerņavskis, Bogdanovs |

| 10 stycznia 201820:00 | Belgia | 27:21(12:12) | Turcja | Sportoase Philipssite, Leuven Widzów: 960 Sędzia: Bounouara, Sami |
| 10 stycznia 201820:00 |        | 27:21(12:12) |        | Sportoase Philipssite, Leuven Widzów: 960 Sędzia: Bounouara, Sami |

| 11 stycznia 201819:00 | Grecja | 23:28(14:15) | Holandia | Alexandreio Melathron, Saloniki Widzów: 500 Sędzia: Nabokau, Kulik |
| 11 stycznia 201819:00 |        | 23:28(14:15) |          | Alexandreio Melathron, Saloniki Widzów: 500 Sędzia: Nabokau, Kulik |

| 14 stycznia 201813:00 | Holandia | 33:30(17:14) | Belgia | XL Sittard, Sittard Widzów: 1 800 Sędzia: Hájek, Macho |
| 14 stycznia 201813:00 |          | 33:30(17:14) |        | XL Sittard, Sittard Widzów: 1 800 Sędzia: Hájek, Macho |

| 14 stycznia 201815:00 | Turcja | 24:23(13:12) | Grecja | Hasan Dağı Spor Salonu, Aksaray Widzów: 2 500 Sędzia: Konjičanin, Konjičanin |
| 14 stycznia 201815:00 |        | 24:23(13:12) |        | Hasan Dağı Spor Salonu, Aksaray Widzów: 2 500 Sędzia: Konjičanin, Konjičanin |

#### Grupa 6
| 25 października 201720:00 | Bośnia i Hercegowina | 31:24(18:10) | Estonia | Dvorana Mirza Delibašić, Sarajewo Widzów: 2 500 Sędzia: Budzák, Záhradník |
| 25 października 201720:00 |                      | 31:24(18:10) |         | Dvorana Mirza Delibašić, Sarajewo Widzów: 2 500 Sędzia: Budzák, Záhradník |

| 28 października 201719:30 | Estonia | 29:25(17:11) | Bośnia i Hercegowina | Kalevi spordihall, Tallinn Widzów: 600 Sędzia: Jørum, Kleven |
| 28 października 201719:30 |         | 29:25(17:11) |                      | Kalevi spordihall, Tallinn Widzów: 600 Sędzia: Jørum, Kleven |

| 3 stycznia 201819:30 | Estonia | 22:26(11:14) | Szwajcaria | Kalevi spordihall, Tallinn Widzów: 1 200 Sędzia: Madsen, Mortensen |
| 3 stycznia 201819:30 |         | 22:26(11:14) |            | Kalevi spordihall, Tallinn Widzów: 1 200 Sędzia: Madsen, Mortensen |

| 7 stycznia 201816:45 | Szwajcaria | 39:21(19:10) | Estonia | Eulachhallen, Winterthur Widzów: 2 078 Sędzia: Bolic, Hurich |
| 7 stycznia 201816:45 |            | 39:21(19:10) |         | Eulachhallen, Winterthur Widzów: 2 078 Sędzia: Bolic, Hurich |

| 10 stycznia 201818:30 | Szwajcaria | 21:24(12:12) | Bośnia i Hercegowina | Sporthalle Kreuzbleiche, St. Gallen Widzów: 2 561 Sędzia: Leandersson, Lindroos |
| 10 stycznia 201818:30 |            | 21:24(12:12) |                      | Sporthalle Kreuzbleiche, St. Gallen Widzów: 2 561 Sędzia: Leandersson, Lindroos |

| 13 stycznia 201820:00 | Bośnia i Hercegowina | 0:10 (wo.) | Szwajcaria | KSPC "Mejdan", Tuzla Widzów: 5 000 Sędzia: Herczeg, Südi |
| 13 stycznia 201820:00 |                      | 0:10 (wo.) |            | KSPC "Mejdan", Tuzla Widzów: 5 000 Sędzia: Herczeg, Südi |

1. ↑  Wynik meczu Bośnia i Hercegowina-Szwajcaria 21:15 (11:6) został zweryfikowny z powodu gry nieuprawnionego zawodnika.

### Mistrzostwa Europy w Piłce Ręcznej Mężczyzn 2018
W przeciwieństwie do poprzednich eliminacji kwalifikację na mistrzostwa świata uzyskała jedynie najlepsza – prócz mających zapewniony awans Francji, Niemiec i Danii – drużyna Mistrzostw Europy 2018, które odbyły się w dniach 12–28 stycznia 2018 roku. Tytuł i awans do turnieju finałowego mistrzostw świata uzyskała reprezentacja Hiszpanii.

### Europejski turniej eliminacyjny – faza play-off
W tej fazie rozgrywek wzięły udział zespoły, które nie uzyskały awansu z mistrzostw kontynentu, oraz drużyny wyłonione z pierwszej fazy eliminacji. Losowanie zostało zaplanowane na 27 stycznia 2018 roku w Zagrzebiu i w jego wyniku wyłoniono dziewięć par. Z uwagi na protest złożony przez szwajcarski związek w związku z udziałem w meczu eliminacyjnym z Bośnią i Hercegowiną nieuprawnionego zawodnika, decyzja o tym, który z tych zespołów wystąpi w fazie play-off, miała zostać podjęta przez Sąd EHF w późniejszym terminie. Przyznał on rację Szwajcarom weryfikując wynik spornego meczu na 10–0 na ich korzyść, apelacja związku z Bośni i Hercegowiny została następnie oddalona.
Awans na mistrzostwa świata uzyskały Rosja, Norwegia, Macedonia, Węgry, Szwecja, Austria, Islandia, Serbia i Chorwacja.
| Drużyna 1                            | Wynik dwumeczu | Drużyna 2  | Pierwszy mecz | Drugi mecz |
| ------------------------------------ | -------------- | ---------- | ------------- | ---------- |
| Serbia                               | 53:46          | Portugalia | 28:21         | 25:25      |
| Litwa                                | 58:61          | Islandia   | 27:27         | 31:34      |
| Czechy                               | 48:55          | Rosja      | 27:26         | 21:29      |
| Słowenia                             | 50:51          | Węgry      | 24:29         | 26:22      |
| Białoruś                             | 54:59          | Austria    | 28:28         | 26:31      |
| Macedonia Północna                   | 57:50          | Rumunia    | 32:24         | 25:26      |
| Holandia                             | 45:50          | Szwecja    | 25:24         | 20:26      |
| Norwegia                             | 62:59          | Szwajcaria | 32:26         | 30:33      |
| Chorwacja                            | 63:51          | Czarnogóra | 32:19         | 31:32      |
| Po lewej gospodarz pierwszego meczu. |                |            |               |            |

| 8 czerwca 201819:00 | Litwa | 27:27(10:13) | Islandia | Siemens Arena, Wilno Widzów: 2 700 Sędzia: Santos, Fonseca |
| 8 czerwca 201819:00 |       | 27:27(10:13) |          | Siemens Arena, Wilno Widzów: 2 700 Sędzia: Santos, Fonseca |

| 8 czerwca 201820:00 | Czechy | 27:26(12:17) | Rosja | Sportovní hala města Plzně, Pilzno Widzów: 1 200 Sędzia: Jurinović, Mrvica |
| 8 czerwca 201820:00 |        | 27:26(12:17) |       | Sportovní hala města Plzně, Pilzno Widzów: 1 200 Sędzia: Jurinović, Mrvica |

| 9 czerwca 201816:00 | Holandia | 25:24(13:12) | Szwecja | Maaspoort Sports & Events, ’s-Hertogenbosch Widzów: 1 250 Sędzia: Horváth, Marton |
| 9 czerwca 201816:00 |          | 25:24(13:12) |         | Maaspoort Sports & Events, ’s-Hertogenbosch Widzów: 1 250 Sędzia: Horváth, Marton |

| 9 czerwca 201819:15 | Norwegia | 32:26(19:11) | Szwajcaria | DNB Arena, Stavanger Widzów: 4 200 Sędzia: Pichon, Reveret |
| 9 czerwca 201819:15 |          | 32:26(19:11) |            | DNB Arena, Stavanger Widzów: 4 200 Sędzia: Pichon, Reveret |

| 9 czerwca 201820:00 | Chorwacja | 32:19(17:10) | Czarnogóra | Dvorana Gradski vrt, Osijek Widzów: 4 500 Sędzia: Brunovský, Čanda |
| 9 czerwca 201820:00 |           | 32:19(17:10) |            | Dvorana Gradski vrt, Osijek Widzów: 4 500 Sędzia: Brunovský, Čanda |

| 9 czerwca 201820:00 | Słowenia | 24:29(14:13) | Węgry | Športna dvorana Bonifika, Koper Widzów: 3 050 Sędzia: Gjeding, Hansen |
| 9 czerwca 201820:00 |          | 24:29(14:13) |       | Športna dvorana Bonifika, Koper Widzów: 3 050 Sędzia: Gjeding, Hansen |

| 10 czerwca 201817:00 | Białoruś | 28:28(15:15) | Austria | Dworiec sporta „Uruczje”, Mińsk Widzów: 2 500 Sędzia: Baranowski, Lemanowicz |
| 10 czerwca 201817:00 |          | 28:28(15:15) |         | Dworiec sporta „Uruczje”, Mińsk Widzów: 2 500 Sędzia: Baranowski, Lemanowicz |

| 10 czerwca 201818:00 | Serbia | 28:21(14:10) | Portugalia | Čair Sports Center, Nisz Widzów: 3 500 Sędzia: Zotin, Volodkov |
| 10 czerwca 201818:00 |        | 28:21(14:10) |            | Čair Sports Center, Nisz Widzów: 3 500 Sędzia: Zotin, Volodkov |

| 10 czerwca 201820:30 | Macedonia Północna | 32:24(15:10) | Rumunia | Centrum sportowe „Boris Trajkowski”, Skopje Widzów: 6 200 Sędzia: Mažeika, Gatelis |
| 10 czerwca 201820:30 |                    | 32:24(15:10) |         | Centrum sportowe „Boris Trajkowski”, Skopje Widzów: 6 200 Sędzia: Mažeika, Gatelis |

-
| 12 czerwca 201816:00 | Rosja | 29:21(14:11) | Czechy | Sportowy kompleks im. W.P. Suchariewa, Perm Widzów: 2 000 Sędzia: Pavićević, Raznatović |
| 12 czerwca 201816:00 |       | 29:21(14:11) |        | Sportowy kompleks im. W.P. Suchariewa, Perm Widzów: 2 000 Sędzia: Pavićević, Raznatović |

| 12 czerwca 201818:15 | Szwajcaria | 33:30(15:16) | Norwegia | Bossard Arena, Zug Widzów: 3 450 Sędzia: Nikolov, Nachevski |
| 12 czerwca 201818:15 |            | 33:30(15:16) |          | Bossard Arena, Zug Widzów: 3 450 Sędzia: Nikolov, Nachevski |

| 13 czerwca 201815:00 | Szwecja | 26:20(14:7) | Holandia | Kristianstad Arena, Kristianstad Widzów: 4 360 Sędzia: Brunner, Salah |
| 13 czerwca 201815:00 |         | 26:20(14:7) |          | Kristianstad Arena, Kristianstad Widzów: 4 360 Sędzia: Brunner, Salah |

| 13 czerwca 201818:00 | Węgry | 22:26(12:12) | Słowenia | Veszprém Aréna, Veszprém Sędzia: Badura, Ondogrecula |
| 13 czerwca 201818:00 |       | 22:26(12:12) |          | Veszprém Aréna, Veszprém Sędzia: Badura, Ondogrecula |

| 13 czerwca 201818:10 | Austria | 31:26(13:16) | Białoruś | Albert-Schultz-Eishalle, Wiedeń Widzów: 5 000 Sędzia: Sondors, Līcis |
| 13 czerwca 201818:10 |         | 31:26(13:16) |          | Albert-Schultz-Eishalle, Wiedeń Widzów: 5 000 Sędzia: Sondors, Līcis |

| 13 czerwca 201818:30 | Rumunia | 26:25(12:11) | Macedonia Północna | Sala Sporturilor "Horia Demian", Kluż-Napoka Widzów: 2 500 Sędzia: Geipel, Helbig |
| 13 czerwca 201818:30 |         | 26:25(12:11) |                    | Sala Sporturilor "Horia Demian", Kluż-Napoka Widzów: 2 500 Sędzia: Geipel, Helbig |

| 13 czerwca 201819:00 | Islandia | 34:31(18:16) | Litwa | Laugardalshöllin, Reykjavík Widzów: 2 500 Sędzia: Baďura, Ondogrecula |
| 13 czerwca 201819:00 |          | 34:31(18:16) |       | Laugardalshöllin, Reykjavík Widzów: 2 500 Sędzia: Baďura, Ondogrecula |

| 14 czerwca 201820:00 | Czarnogóra | 32:31(18:14) | Chorwacja | Sportski centar Morača, Podgorica Widzów: 1 100 Sędzia: López, Ramírez |
| 14 czerwca 201820:00 |            | 32:31(18:14) |           | Sportski centar Morača, Podgorica Widzów: 1 100 Sędzia: López, Ramírez |

| 14 czerwca 201821:00 | Portugalia | 25:25(13:10) | Serbia | Pavilhão Desportivo Municipal, Póvoa de Varzim Widzów: 2 500 Sędzia: Erdoğan, Özdeniz |
| 14 czerwca 201821:00 |            | 25:25(13:10) |        | Pavilhão Desportivo Municipal, Póvoa de Varzim Widzów: 2 500 Sędzia: Erdoğan, Özdeniz |

## Afryka
Turniejem kwalifikacyjnym w Afryce były mistrzostwa tego kontynentu, które odbyły się w dniach 16–28 stycznia 2018 roku w Gabonie. Dziesięć uczestniczących drużyn rywalizowało w pierwszej fazie systemem kołowym podzielone na dwie pięciozespołowe grupy, po czym czołowe czwórki z każdej z grup awansowały do trzyrundowej fazy pucharowej. Awans wywalczyli medaliści tych zawodów – Tunezja, Egipt i Angola.

## Azja
Turniejem kwalifikacyjnym w Azji były mistrzostwa tego kontynentu, które odbyły się w dniach 18–28 stycznia 2018 roku w Korei Południowej, a w czternastozespołowej obsadzie znalazły się także dwie drużyny z Oceanii. Awans wywalczyli półfinaliści tych zawodów – Katar, Bahrajn, Korea Południowa i Arabia Saudyjska.

## Ameryka
Turniejem kwalifikacyjnym w Ameryce były mistrzostwa tego kontynentu, które odbyły się w czerwcu 2018 roku na Grenlandii. Awans wywalczyli medaliści tych zawodów – Argentyna, Brazylia i Chile.